# 2021 у Миколаєві
| Роки в Миколаєві ← • 2001 • 2002 • 2003 • 2004 • 2005 • 2006 • 2007 • 2008 • 2009 • 2010 • 2011 • 2012 • 2013 • 2014 • 2015 • 2016 • 2017 • 2018 • 2019 • 2020 • 2021 • 2022 • 2023 • 2024 → |

2021 у Миколаєві — список важливих подій, що відбулись у 2021 році в Миколаєві. Також подано перелік відомих осіб, пов'язаних з містом, що померли цього року. З часом буде додано відомих миколаївців, що народилися в 2021 році.

## Події
- 7 квітня в Миколаєві пройшли протести проти карантину[1], який був уведений 21 березня у зв'язку з розповсюдженням пандемії коронавірусу[2].
- 25 червня Господарський суд Миколаївської області оголосив ПАТ «Чорноморський суднобудівний завод» банкрутом[3].

## Особи

### Очільники
- Міський голова — Олександр Сєнкевич.

### Почесні громадяни
- Вадатурський Олексій Опанасович — Герой України, генеральний директор товариства з обмеженою відповідальністю сільськогосподарського підприємства «Нібулон».

### Померли
- Авер'янов Олександр Миколайович (1 жовтня 1948, Владивосток — 15 червня 2021) — радянський футболіст, радянський та російський тренер, майстер спорту СРСР, Заслужений тренер РРФСР, який провів 163 гри за миколаївський Суднобудівник, забив 23 голи.
- Боляков Дмитро Леонідович (нар. 14 жовтня 1956, Акбулак, Оренбурзька область, РРФСР — пом. 19 квітня 2021, Миколаїв) — радянський і український художник і реставратор.
- Буріменко Сергій Леонідович (2 вересня 1970, Миколаїв — 18 жовтня 2021) — радянський та український футболіст, захисник.
- Грабар Андрій Володимирович (14 вересня 1995, Миколаїв — 19 березня 2021, с. Водяне, Сартанська селищна громада, Маріупольський район, Донецька область) — молодший сержант, командир бойової машини — командир відділення батальйону морської піхоти 36-ї окремої бригади морської піхоти імені контр-адмірала Михайла Білинського Збройних сил України, учасник російсько-української війни, загинув, перебуваючи на бойовому посту.
- Золотухін Анатолій Іванович (22 травня 1939, Дніпропетровськ — 17 листопада 2021, Миколаїв) — радянський і український інженер, еколог і публіцист.
- Кобзєв Олександр Андрійович (нар. 19 травня 1949, Червонопартизанськ, Луганська область, Україна — пом. 6 квітня 2021, Миколаїв) — радянський і український художник-графік, дизайнер, вітражист, член Національної спілки художників України.
- Купцов Валерій Євдокимович (нар. 10 січня 1935, Хабаровськ, РСФРР — пом. 23 травня 2021, Миколаїв) — радянський і український художник. Член Національної спілки художників України.
- Максименко Євген Іванович (21 серпня 1937, Головчино — 4 січня 2021, Сімферополь) — український і російський скульптор і педагог; член Спілки радянських художників України з 1965 року та Спілки художників Росії. Заслужений діяч мистецтв Автономної Республіки Крим, у 1964—1969 роках обіймав посаду головного художника міста Миколаєва.
- Маринцов Борис Вікторович (21 лютого 1958, Кадіївка — пом. 28 грудня 2021) — радянський футболіст, який грав на позиції захисника та півзахисника, який провів 163 гри за миколаївський Суднобудівник, забив 9 голів.
- Попов Вадим Павлович (нар. 3 вересня 1940, Миколаїв — пом. 30 квітня 2021, Київ, Україна) — український та радянський архітектор, автор багатьох фундаментальних для Миколаєва проєктів, член Національної спілки архітекторів України.
- Сандюк Юрій Іванович (нар. 2 січня 1947, Ліндов, Бранденбург, Німеччина — пом. 3 грудня 2021, Миколаїв, Україна) — радянський та український державний діяч, перший міський голова Миколаєва, що обіймав цю посаду з 29 січня 1991 року по листопад 1994.
- Семикіна Людмила Миколаївна (23 серпня 1924, Миколаїв — 12 січня 2021) — українська живописиця і майстриня декоративного мистецтва, заслужений художник України (2009), лауреатка Національної премії України імені Тараса Шевченка.
- Сенкевич Серафима Федорівна (1 травня 1941, Олішкань — 31 жовтня 2021, Миколаїв) — молдавська і українська художниця; член Спілки художників Молдавської РСР з 1961 року та Спілки радянських художників України з 1970 року[4] (у її Миколаївській організації — з 1971 року. Заслужений діяч мистецтв України.
- Сердюк Валентин Вікторович (нар. 9 липня 1942, Миколаїв) — український вчений, професор кафедри травматології та ортопедії Одеського національного медичного університету. Доктор медичних наук. Заслужений винахідник України.
- Старовойт Людмила Василівна (нар. 8 серпня 1948, Баштанка, Миколаївська область — пом. 2 листопада 2021, Миколаїв) — українська науковиця, педагогиня і громадська діячка. Декан філологічного факультету (1987—1997) і проректор з навчально-виховної роботи (1996—2003) Миколаївського національного університету імені В. О. Сухомлинського. Відмінниця освіти України.
- Шараєв Леонід Гаврилович (12 квітня 1935, село Червоний Маяк Бериславського району Херсонської області — 13 грудня 2021) — комуністичний та радянський діяч, перший секретар Миколаївського обласного комітету КПУ з 1980 по 1990 р.р.
- Щукін Володимир Володимирович (22 жовтня 1954, Токмак — 14 травня 2021, Миколаїв) — український історик-краєзнавець, викладач, кандидат історичних наук, доцент.